# John Cleese
John Marwood Cleese, angleški komik, televizijski in filmski igralec, scenarist in producent, * 27. oktober 1939, Weston-super-Mare, Somerset, Anglija, Združeno kraljestvo.
Prvič je opozoril nase na festivalu Edinburgh Festival Fringe kot scenarist in izvajalec pri The Frost Report. Konec 1960-ih je bil soustanovitelj skupine Monty Python, ki je ustvarila vplivno serijo Leteči cirkus Montyja Pythona in štiri filme: And Now for Something Completely Different, Monty Python and the Holy Grail, Life of Brian in The Meaning of Life.
Sredi 1970-ih sta Cleese in njegova prva žena Connie Booth skupaj napisala in odigrala glavni vlogi v seriji Fawlty Towers. Kasneje je skupaj s Kevinom Klinom, Jamie Lee Curtis in Pythonovcem Michaelom Palinom zaigral v filmih Riba po imenu Vanda in Zverine, za katera je napisal scenarij. Odigral je glavno vlogo tudi v filmu Clockwise, zaigral pa še v večjem številu filmov, tudi dveh o Jamesu Bondu kot Q, dveh o Harryju Potterju in treh o Shreku.
Skupaj s scenaristom serije Da, gospod minister Antonyjem Jayem je soustanovil produkcijsko družbo Video Arts, ki snema zabavne izobraževalne filme. Leta 1976 je soustanovil dobrodelno serijo The Secret Policeman's Ball, ki s komičnimi predstavami zbira denar za organizacijo Amnesty International.